# Marques postales françaises
Les marques postales françaises sont apparues entre la fin du Moyen Âge et les Temps modernes. Elles ont servi à signaler une communication entre agents postaux.

## Nature de ces marques en France

### Les marques postales au tampon
Avant l'apparition du timbre les marques postales n'avaient pas un rôle légal mais simplement informatif (et non d'oblitération).
Dans un premier temps, elles indiquaient uniquement le bureau  d'origine, avec une mention éventuelle de taxation (port payé, déboursé).
Les mentions de dates sont apparues de façon occasionnelles (par exemple la ville de Moulins avait des marques du type « MOULINS 1767 » ). Puis diverses initiatives de cachets dateurs au départ ou à l'arrivée se manifestent. Il faut attendre 1826 pour la généralisation des cachets dateurs à l'arrivée et 1930 pour les cachets départ comportant simultanément les indications liées au lieu et à la date de départ.

## Principaux types de marques en France

### Le cachet d'oblitération
L'oblitération est une marque indélébile déposée sur le timbre, destinée à annuler le timbre-poste et à empêcher sa réutilisation. 
En vente depuis le 25 décembre 1848, l'utilisation des timbres poste entre en vigueur le 1er janvier 1849. Si les bureaux disposent de leur timbres à date (ou cachets à date) au type 15, 14 voir du type 13 ou 12, ils ne disposent pas de timbres oblitérants, les futurs losange grille n'ont pas été livrés à temps. Ils utilisèrent différents moyens d'oblitération à leur disposition, à la plume, cachets à date, tampons réalisés localement. Les bureaux furent pourvus de leur cachet oblitérant dans la première quinzaine de janvier 1849, au 15 janvier tous les bureaux reçurent leur cachet grille.
Des années 1850 à 1876 en France, ce cachet donne une oblitération en forme de losange composé d'un grand nombre de points noirs.

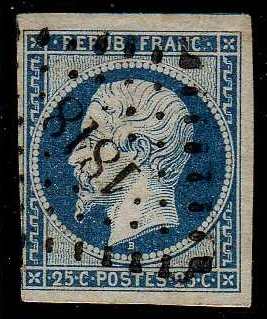
Timbre à l'effigie de Napoléon III de 1852 oblitéré par un losange petit chiffre 1818 (Lyon)

Par la suite, ce losange de points comporte le numéro d'ordre du bureau de départ. On trouve en fait successivement deux types de cachets :
- À partir de 1852, l'administration met en service des cachets oblitérants à petits chiffres. Elle établit une nomenclature des bureaux de postes de 1 (Abbeville) à 3703 (Yvré-l'Évêque), et met à la suite les départements d'Algérie. Ensuite elle va ajouter de nouveaux numéros au fur et à mesure de l'ouverture de nouveaux bureaux.
  - Voir la Liste des bureaux de poste français classés par oblitération Petits Chiffres.

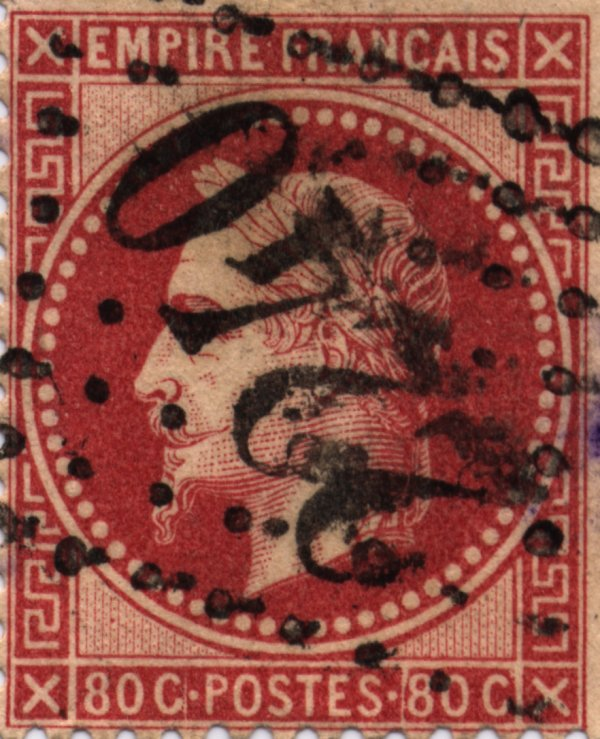
Timbre de 1863 oblitéré par un cachet gros chiffre 2240 (Marseille)

- À partir de 1862, l'administration décide d'utiliser des nouveaux cachets à gros chiffres. Elle établit une nouvelle nomenclature (de 1 pour Abbeville à 4361 pour Zévaco - orthographié ZIVACO) qui sera mise en service en décembre 1862.
  - Voir la Liste des bureaux de poste français classés par oblitération Gros Chiffres.

Cela donne lieu à une collection marcophile des timbres selon le numéro porté par leur oblitération. 

De 1854 à 1876, il exista un autre type d'oblitération en losange mais avec deux lettres à la place des chiffres. La première lettre renseigne le bureau de départ, la seconde indique la destination. Ce losange à chiffres était en général couplé par un cachet à destination, cachet à date avec les deux villes (Y à Z).
Enfin, le timbre à date finit par faire office de cachet d'oblitération à partir de mars 1876 en France.

### Le timbre à date

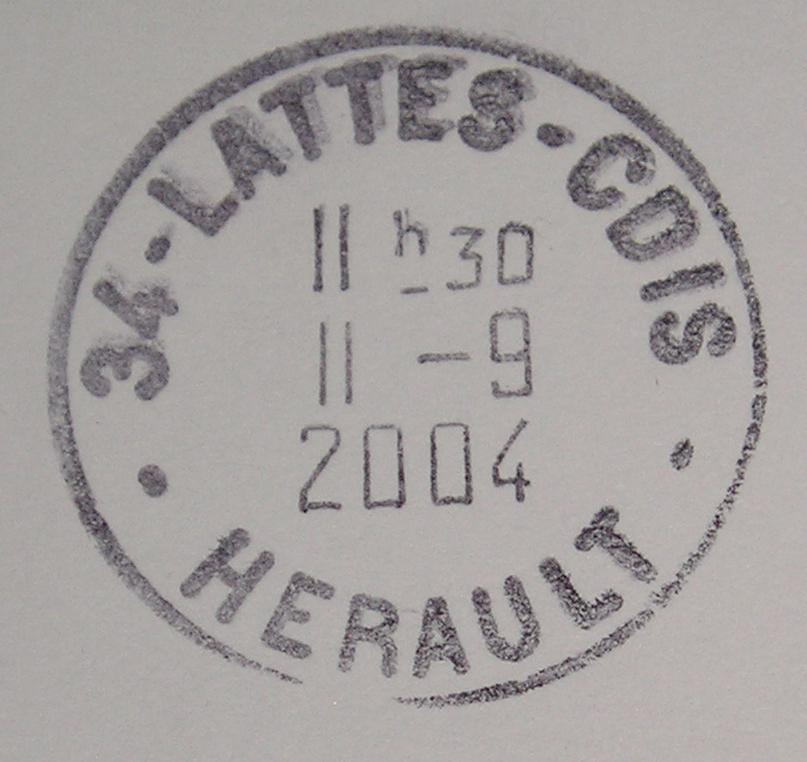
Cachet à date français, années 2000

Ces cachets ont pu comporter selon les époques la date, le numéro d'ordre du bureau de poste, le nom de la ville, l'heure quand les horaires des levées des boîtes aux lettres sont fixes.
À partir de janvier 1849 et de l'introduction du timbre-poste en France, il est complété par un cachet d'oblitération. Au départ, le cachet à date continue à être apposé sur l'enveloppe pour qu'il soit lisible. À partir de mars 1876, le cachet à date finit par faire office également de cachet d'oblitération.
De 1828 jusqu'à 1965, la forme du timbre à date permet l'identification du type de bureau de poste :
- rond : bureau de direction puis de recette
- rond tireté : bureau de distribution puis de recette distribution
- hexagonal plein : bureau auxiliaire puis recette auxiliaire urbaine ou rurale
- hexagonal tireté : agence postale ou correspondant rural

L'oblitération Premier Jour est un cachet à date.